# 281 f.Kr.

## Händelser

### Efter plats

#### Mindre Asien
- Slaget vid Korupedion i Lydien blir det sista slaget mellan diadokerna (Alexander den stores rivaliserande efterträdare). Det utkämpas mellan kung Lysimachos av Thrakien och Makedonien och kung Seleukos I:s av östra Anatolien, Syrien, Fenicien, Judeen, Babylonien och Persien arméer. Seleukos dödar Lysimachos under slaget.
- Efter slaget vid Korupedion flyr Lysimachos hustru Arsinoe till Kassandreia, en stad i norra Grekland, där hon gifter sig med sin halvbror Ptolemaios Keraunos. Detta visar sig vara ett allvarligt missgrepp, då Ptolemaios Keraunus genast dödar två av hennes söner, även om den tredje lyckas fly. Arsinoe flyr återigen, denna gång till Alexandria i Egypten.

#### Grekland
- Seleukos tar över Thrakien och försöker sedan erövra Makedonien. Han går dock i en fälla vid Lysimacheia i Thrakien, gillrad av Ptolemaios Keraunos (son till Ptolemaios I och halvbror till Arsinoe II), som mördar Seleukos och tar över Makedonien för egen del.
- Kineias, en thessalier som tjänar som rådgivare åt kung Pyrrhus av Epiros, försöker, efter att ha besökt Rom, utan framgång övertala Pyrrhus att inte invadera södra Italien.

#### Seleukiderriket
- Seleukos efterträds som härskare av Seleukiderriket av Antiochos I. Han tvingas med en gång ta itu med uppror i Syrien (troligen initierade av Ptolemaios II av Egypten) och med självständighetsrörelser i norra Anatolien.
- Trots att han endast har några få baser i Grekland gör Antigonos II Gonatas anspråk på Makedonien. Dessa anspråk tillbakavisas av Antiochos I.

## Avlidna
- Lysimachos, kung av Thrakien och Makedonien (född omkring 360 f.Kr.)
- Seleukos I Nikator, kung av Syrien och Persien samt grundare av den selukidiska dynastin (mördad; född omkring 354 f.Kr.)